# Сизёво (Кировская область)
Сизёво — деревня в Слободском районе Кировской области в составе Каринского сельского поселения.

## География
Находится на расстоянии примерно 14 км по прямой на юго-восток от районного центра города Слободской.

## История
Известно с 1678 года, когда здесь было учтено 9 дворов. В 1764 году отмечено 14 жителей. В 1873 году учтено дворов 21 и жителей 116, в 1905 41 и 336, в 1926 64 и 385 (382 удмурты), в 1950 59 и 241, в 1989 году оставалось 62 человека. 

## Население
Постоянное население  составляло 35 человек (удмурты 100%) в 2002 году, 16 в 2010.